# レーティッシュ鉄道Ge4/4 181形電気機関車

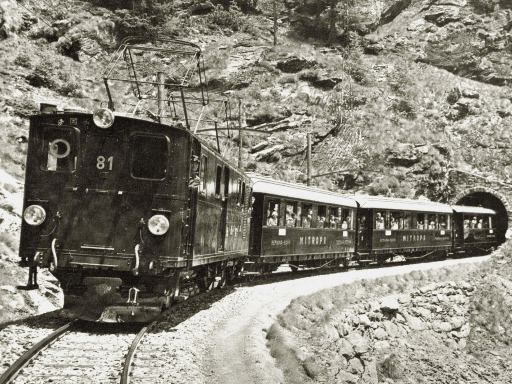
Ge4/4 81号機時代の姿、1928年

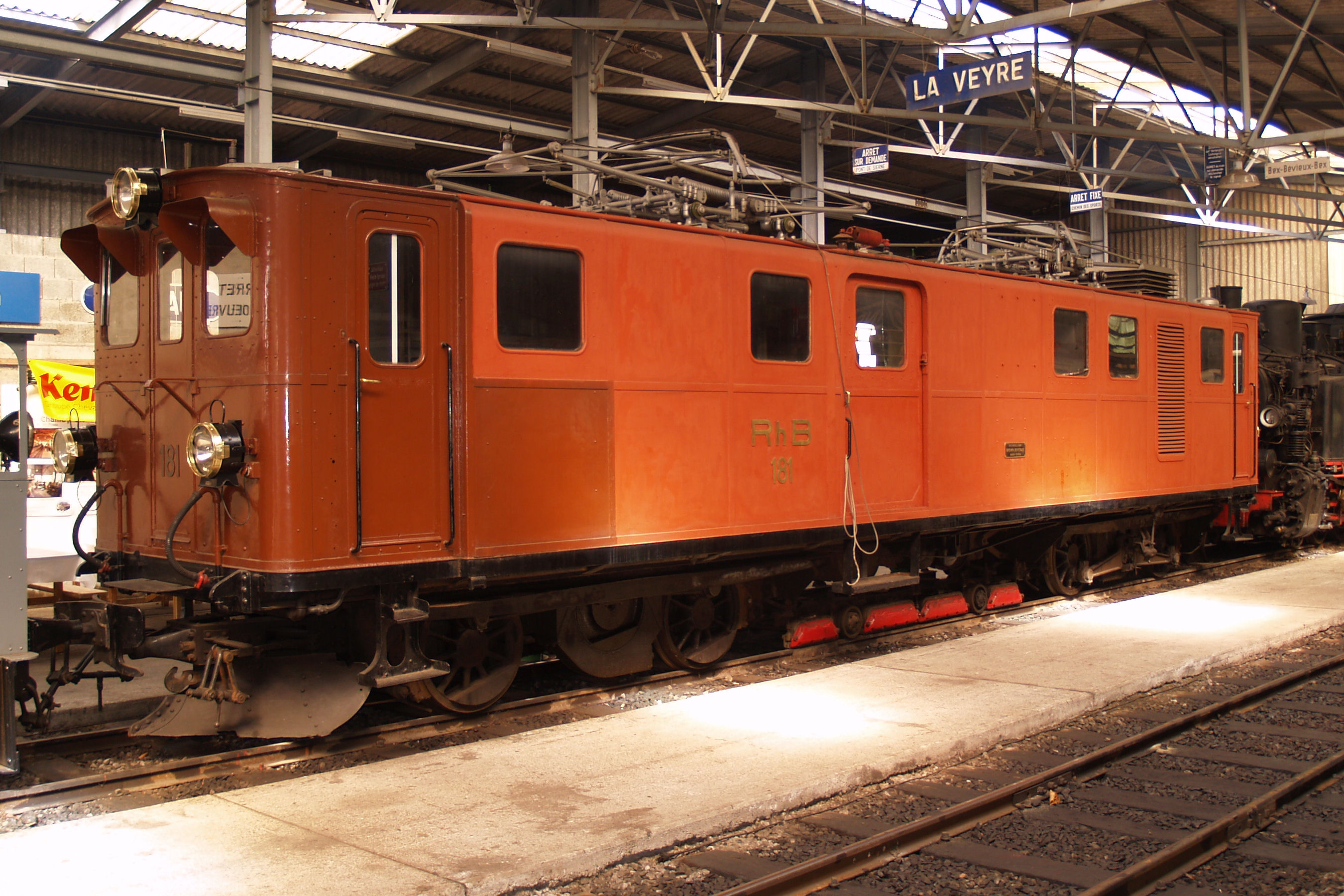
ブロネイ-シャンビィ博物館鉄道に譲渡されたGe4/4 181号機、2008年

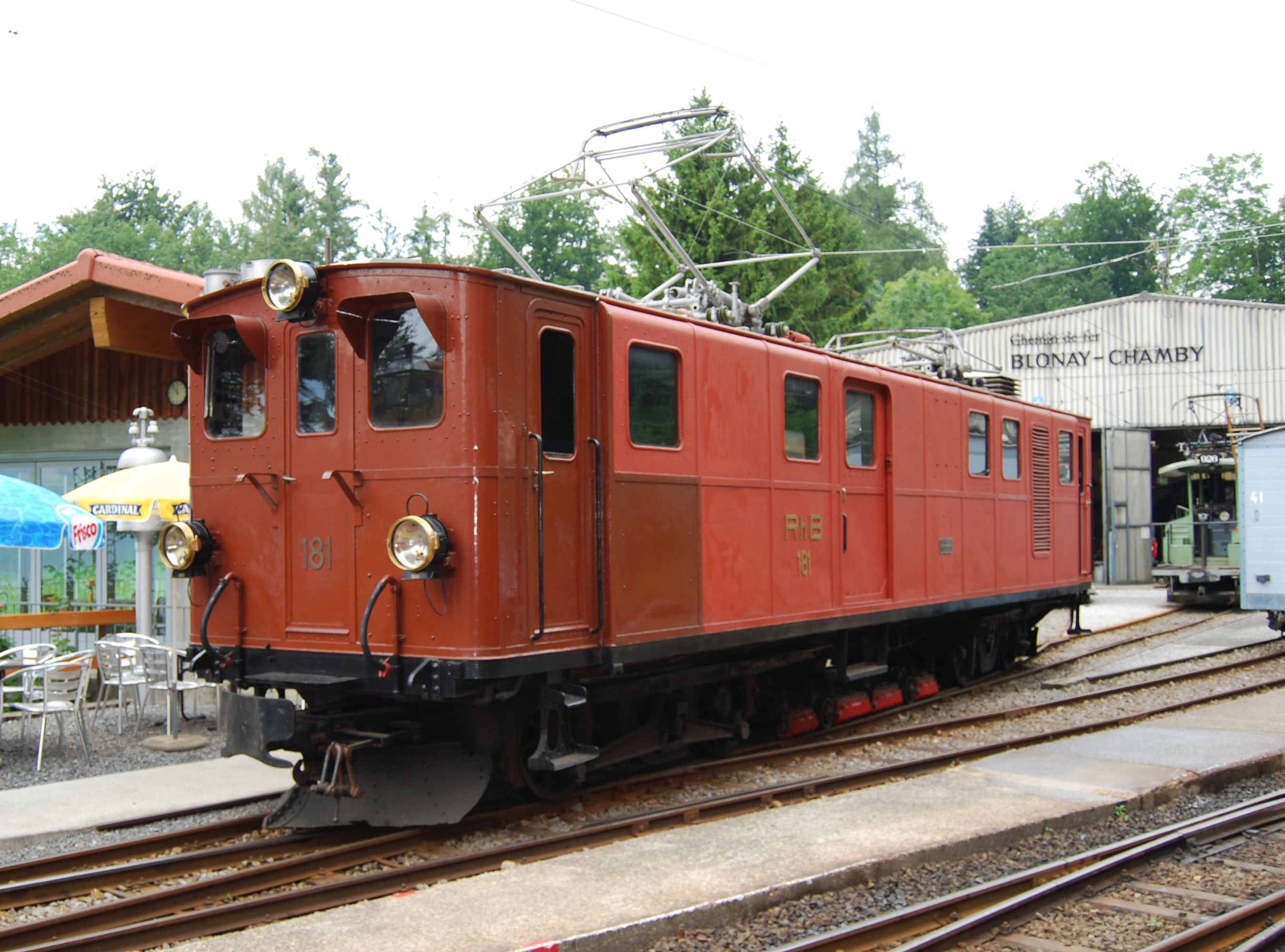
ブロネイ-シャンビィ博物館鉄道に譲渡されたGe4/4 181号機、2010年

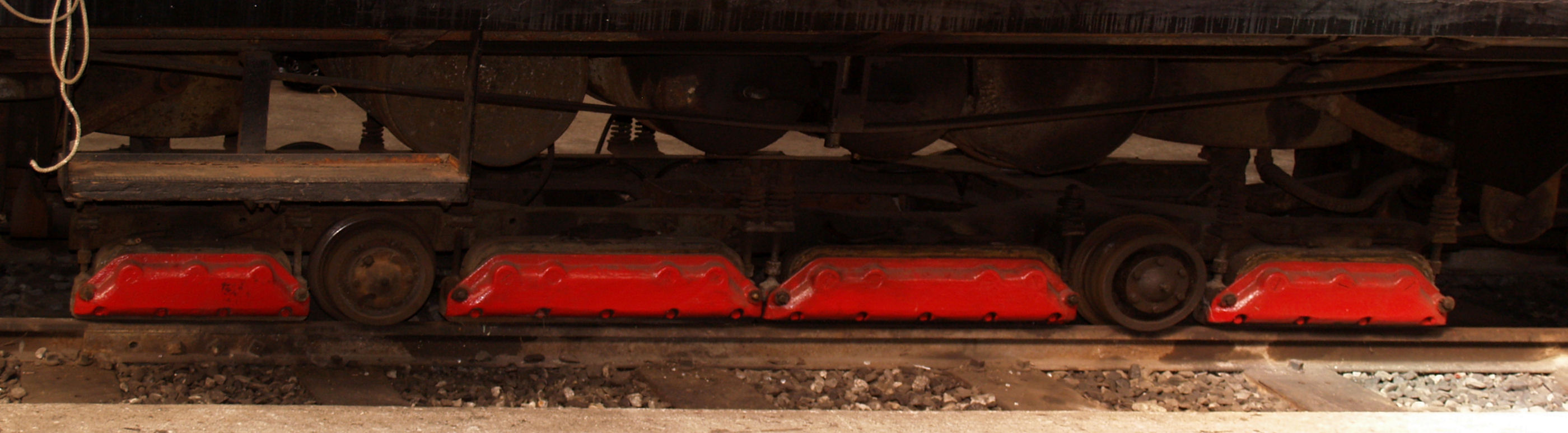
Ge4/4 181号機の中間台車、小径車輪と電磁吸着ブレーキを装備

レーティッシュ鉄道Ge4/4 181形電気機関車（レーティッシュてつどうGe4/4 181がたでんきかんしゃ）は、スイスのレーティッシュ鉄道（Rhätischen Bahn (RhB)）のベルニナ線（Berninabahn）の山岳鉄道用電気機関車である。

## 概要
1908年にベルニナ鉄道として開業したレーティッシュ鉄道のベルニナ線では開業以来主に電車が牽引する列車で運行されていたが、輸送量の増加に伴い一部列車については機関車牽引とすることとなったため、1916年にGe6/6 81形として製造されたのが本機であり、車体、機械部分、台車の製造をSLM、電機部分、主電動機の製造をBBCが担当し、価格は1両約184,364.40スイス・フランである。抵抗制御による時間定格出力455 kW / 750 Vもしくは705 kW / 1000 V、最大牽引力92 kN / 750 Vもしくは148 kN / 1000 Vの強力機であり、荷重3 tの荷物室を併設している。当初は軸配置Co'2Co'であったが1929年に改造されてBo'2Bo'となってGe4/4 81形となり、ベルニナ鉄道がレーティッシュ鉄道と合併した後に181号機に改番されている。

## 仕様

### 車体
- 車体は箱型の半鋼製で、車体の両端が運転室、中央部の約1/3が荷物室でその前後の台車上部が機械室となっており、機械室および荷物室部分と運転室部分に段差があるこの時代のスイス製電気機関車の標準スタイルであるが、車体端は絞りこまれておらず、小さなR付きとなっている。
- 屋根上には大形のパンタグラフが2基と主抵抗器冷却気の排気口が設置され、車体の明取窓付きの側面壁が全面取外式となっている。
- 運転室は長さ約1200 mmで両側面に乗務員室扉が、正面に貫通扉が設置され、ハンドル式のマスターコントローラーによりが運転操作を行う。乗務員室扉の窓は下落とし式で、正面貫通扉に窓がないのが特徴である。
- 正面は貫通式で正面窓はひさし付き縦長の2枚窓、正面貫通扉上部と下部左右の3箇所に丸型の引掛式の前照灯が設置されている。連結器は台車取付のねじ式連結器で緩衝器が中央、フック・リングがその左右にあるタイプで、その下部にスノープラウを設置している。
- 荷物室は片引式の扉と明取窓が片側に1箇所ずつ設置されている。
- 車体塗装は茶色で、屋根および屋根上機器がライトグレー、床下機器と台車が黒で、車体側面中央に"BB"と機番の切抜文字が、正面貫通扉上部に機番の切抜文字が設置されていたが、レーティッシュ鉄道の所属となってからは社名と機番の切抜文字が移設され、側面荷物室扉横に"RhB"と機番が上下に配置されるものとなっている。

### 走行機器
- 制御方式は抵抗制御で、電気ブレーキとして発電ブレーキを使用し、前位側の機械室に制御機器、補機類を、後位側の機械室内に主抵抗器を搭載している。
- 主電動機はBBC製のTyp GLM 65直流直巻整流子電動機 を4台搭載し、1時間定格出力は114 kW（750 V）もしくは176 kW（1000 V）で最大牽引力は92 kN（750 V）もしくは148 kN（1000 V）であった。
- 台車は軸距1150 + 950 mmの3軸、車輪径850 mmの板台枠式で軸ばねは重ね板ばね、中央動輪上に球面心皿式を設置したものを2台装備し、主電動機は台車上に2台ずつが装荷され、それぞれギヤにより主電動機の前後の設置された減速軸へ一段減速された後、そこからクランクにより中央の動輪に、さらにサイドロッドで前後の動輪に動力を伝達している。また、前後の主電動機と中央動輪間のV字形のクランクロッドの上部を前後に結ぶロッドを設置して、クランクロッドが逆三角形状になるようにしている。
- 台車は上部の主電動機や駆動装置部分が前後の機械室にはまり込むようになっており、機器類はその上に、機械室通路がその左右に設けられている。後位側の機器室内の主抵抗器は冷却ファンによる強制通風により冷却されており、冷却気は機器室側面のルーバーから吸気し、屋根上に設けられたの排気口から排出される。
- ブレーキ装置は主制御器による発電ブレーキのほか、手ブレーキ、真空ブレーキ装置を装備するほか、前後の台車間に電磁吸着ブレーキを設置した直径280 mm、ホイールベース1960 mmの小径車輪の台車を設けており、前後の台車と牽引梁でブレーキ力を伝達している。なお、基礎ブレーキ装置は片押し式である。

### 改造
- 1928年にSLMで台車を改造して、クランクロッドとサイドロッドによる3軸×2台車の6軸駆動からジャック軸とサイドロッドによる2軸×2台車の4駆動となり、形式もGe6/6 81形からGe4/4 81形に変更となっている。
- 改造は台車の中央軸を撤去してジャック軸を設置、改造前は2台の主電動機のそれぞれ前後に計2軸配置されていた減速軸を主電動機間の1軸に変更し、前後の主電動機からこの減速軸とジャック軸の2段減速で動力を伝達する方式となった。
- さらに1946年にも駆動装置の改造を実施している。

### 主要諸元
- 軌間：1000 mm
- 電気方式：DC 750 V（1935年まで）もしくはDC 1000 V・架空線式
- 最大寸法：全長13900 mm、全幅2500 mm、全高3840 mm（パンタグラフ折畳時）、屋根高3800 mm
- 動輪径：850 mm
- 従輪径：280 mm
- 軸距：1150 + 950 mm（動台車、Ge6/6）、2100 mm（動台車、Ge4/4）、1360 mm（従台車）
- 台車中心間距離：7500 mm
- 自重：42.6 t（機械部品25.6 t、電気部品17.0 t、Ge6/6）
- 荷重：3 t
- 走行装置
  - 主制御装置：抵抗制御式
  - 主電動機：Type GLM 65直流直巻電動機×4台
（1時間定格出力：114 kW（於18 km/h、Ge6/6、750 V）、176 kW（於22 km/h、Ge4/4、1000 V））
  - 減速比：4.28
- 牽引力：
  - 1時間定格：82 kN（於18 km/h、Ge6/6、750 V）、119 kN（於22 km/h、Ge4/4、1000 V）
  - 最大：92 kN（Ge6/6、750 V）、148 kN（Ge4/4、1000 V）
- 最高速度：50 km/h（Ge6/6、750 V）、45 km/h（Ge4/4、1000 V）
- ブレーキ装置：発電ブレーキ、手ブレーキ、真空ブレーキ、電磁吸着ブレーキ

## 運行
- レーティッシュ鉄道のDC 1000 V区間であるベルニナ線のサンモリッツからイタリアのティラーノ間で使用されていたが、この線は全長60.69 km、最急勾配70パーミル、最急曲線半径45 m、最高高度2253 m、高度差1824 mの山岳路線である。
- ベルニナ線では旅客列車および貨物列車の牽引に使用されており、旅客列車ではB4ü 161-162形食堂車[6]2両とXü 31形調理車[7]を連結した急行列車もけん引している。
- 冬季にはG2x3/3 1051-1052形蒸気ロータリー除雪車[8]の推進など除雪用にも使用された。

## 廃車・譲渡
- 1928年にはGe4/4 82形が、1964年以降は強力なABe4/4 41-49形電車が増備されたため、1965年には運用から外れ、1970年には廃車となっている。
- 廃車後は保存鉄道であるブロネイ-シャンビィ博物館鉄道[9]に譲渡され、ほぼ原形のまま動態保存されている。